# Пригоже
Приго́же — село в Україні, у Барвінківській міській громаді Ізюмського району Харківської області. Населення становить 524 осіб. До 2020 орган місцевого самоврядування — Гаврилівська сільська рада.

## Географія
Село Пригоже знаходиться на залізничній лінії Близнюки-Барвінкове, залізнична зупинна платформа Пригоже. Вздовж села проходить автомобільна дорога Т 2113. По селу протікає пересихаючий струмок (балка Придорожна, Вовчий яр) системи річки Сухий Торець, на якому створено кілька загат (~ 9 га).

## Історія
Датою заснування села Пригоже вважається початок 60-х років століття, і заснування села пов’язують із реформою 1861 року. Перші відомості про Пригожанське товариство тимчасово зобов’язаних селян датовані 1863 роком. Згідно зі списком населених місць Харківської губернії 1864 року, у власницькому селі Пригоже, що по праву сторону від Кримського путівця, у 27 дворах проживали 137 чоловіків і 120 жінок.
Перші згадки про залізничний роздільний пункт в районі села Пригоже датовані 1910 роком – саме тоді він вказаний на схемі Південних залізниць як блок-пост на 23-й версті. Пізніше, у документах 1913-1925 років, він числиться під різними назвами: блок-пост Богданове, блок-пост 24 верста. Втім, зупинку потягів приміського сполучення Пригоже було обладнано лише після Другої Світової війни.
Станом на 1927 рік, у селі Пригоже (центр сільради) було 140 дворів, де проживали 780 чоловік. В залізничних будках №№ 879, 880, 881 проживало 17 осіб. В селі існувало споживче товариство (112 осіб, обіг - 32000 крб.), сільськогосподарське товариство (885 осіб, обіг - майже 90,5 тис. крб.), паровий млин, школа (2 вчителі, 92 учні) і сільбуд.
Село постраждало внаслідок геноциду українського народу, проведеного урядом СССР в 1932—1933 роках, кількість встановлених жертв в Богдановому, Гаврилівці та Пригожому — 175 людей.
В радянські часи в Пригожому знаходилася центральна садиба колгоспу ім. Котовського. За колгоспом в 60-ті роки ХХ століття було закріплено 7,6 тис. га сільгоспугідь, у т.ч. 5,5 тис. га оранки. Основний напрямок господарства - зерно-молочне; в селі працювала олійниця. За радянських часів в селі також відкрилися: 8-річна школа, будинок культури, бібліотека, фельдшерський пункт, дитсадок, майстерні побутового комбінату.
12 червня 2020 року, відповідно до Розпорядження Кабінету Міністрів України  № 725-р «Про визначення адміністративних центрів та затвердження територій територіальних громад Харківської області», увійшло до складу Барвінківської міської територіальної громади.
19 липня 2020 року, в результаті адміністративно-територіальної реформи та ліквідації Барвінківського району, село увійшло до складу Ізюмського району.

## Економіка
- В селі є молочно-товарна та свино-товарна ферми.

## Культура
- Школа
- Будинок культури